# Восстание в Абхазии (1866)
Восстание в Лыхны («Странное» восстание) — восстание абхазов с целью реставрации княжеской власти в Абхазии.

## Предпосылки
В 1864 г. окончилась Кавказская война и было упразднено Абхазское княжество, владетельный князь Абхазии Михаил (Хамудбей) был обвинен в туркофильстве, а также в помощи боровшимся против царизма абхазам и черкесам. Владетель был сослан в Воронеж, где и скончался в 1866 г.
С введением управления Кавказской администрации встал вопрос проведения в Абхазии крестьянской реформы, аналогичной то, что была проведена в России в 1861 г. Была сформировано несколько специальных комиссий в округах Абхазии, целью которых было изучение сословных взаимоотношений в Абхазии, дабы провести реформы. Бзыпская комиссия, возглавляемая полковником Коньяром, имела в селе Калдахвара стычку с главенствующими в селении князьями Инал-Ипа, со слов переводчика Георгия Ткецишвили: «В этом разговоре чиновник Черепов употреблял, кроме общих оскорбительных выражений, и частные для кн. Иналиповых». В дальнейшем подобные конфликты возникали в каждой общине, из-за чего полковник Коньяр отправился пароходом в Сухум и повелел дворянину Титу Маан собрать бзыпских жителей в селении Лыхны.
На собрании в Лыхны держали речь выборные ораторы из народа, которым царские чиновники отвечали через переводчиков. Абхазская сторона ссылается на грубости которые позволяли себе полковник Коньяр и чиновник Измайлов, вследствие чего 18-летний эшерский князь Надаада Дзяпш-Ипа достал пистолет и произвел выстрелы в сторону царских чиновников, тем самым ознаменовав начало восстания. Со слов допрашиваемых, после подавления восстания, очевидцев, молодой князь произнес следующее: «Давшие клятву, время исполнить ее».
О том, что восстание было заранее спланировано, а произошедшее на собрании в Лыхны было лишь поводом, говорят многие факты. Цебельдинский князь Коншоко Маршан рассказывал (после подавления восстания): «После похорон владетеля в Моквах и отъезде оттуда Георгия, дворянин Омар Хусейн Лакерба предлагал сначала кн. Георгию, а потом кн. Александру мщение русским за смерть владетеля. Они с радостью приняли предложение, в исполнении которого приняли участие воспитатели владетеля из фамилии Гумба. В заговор этот вошли многие князья и дворяне, но старик Соулах Маан, которого склоняли принять участие в заговоре, отверг это предложение. После того, Омар Лакерба, опасаясь открытия заговора Соулахом Маан, уехал в Турцию».  За год до данных событий, в сентябре 1865 года, в селе Хуап собрались дворяне Маан из которых был выбран гонцом в Константинополь Камлат Маан, близкий родич лидера убыхов Керантуха Берзек. С началом восстания 1 августа 1866 г. генконсул Российской империи в Трабзоне Мошнин Александр Николаевич докладывал в Императорскую дипломатическую миссию в Константинополе: «Причины восстания неизвестны, но многие приписывают это проискам известного Хасана Маан, который был будто орудием иностранной интриги, тем более что в числе взбунтовавшихся находится его сын. Насколько мне говорили лица доверенные, Хасан Маан недели три тому назад выехал секретно на французском пароходе в Батум, где как Вашему Превосходительству небезызвестно поселены вышедшие из Абхазии переселенцы. На этом же пароходе случайно или нет находился так же известный Вам Ребуль. Вчера одно лицо очень близкое к г. Ребулю уверяло меня в разговоре, что все это французская интрига и лишь только известие о восстании было привезено сюда Французским пароходом, пришедшим 29 числа из Поти, как шефер, Французский консул отправился к паше и имел с ним личное совещание по этому делу».
Тем не менее в абхазской историографии основной точкой зрения принято считать то, что причиной восстания послужило недопонимание меж чиновниками царской администрации и собравшимися на площади в селении Лыхны.

## Ход восстания
После начала перестрелки, разгоревшейся меж восставшими абхазами и сотней казаков, прибывших вместе с чиновниками, полковник Коньяр с группой лиц бежал во Владетельский дворец в селении Лыхны. Со слов переводчика Георгия Ткецишвили кн. Георгий старался успокоить абхазов, на что ему ответили «Что ты, глупый, недоволен тем, что мы делаем поминку твоему отцу?». Разобравшись с казацкой сотне, абхазы бросились на дворец и начали производить в него выстрелы, вследствие чего дворяне Камлат Маан и Шмаф Магба объявили народу, что убит Георгий, из-за чего на некоторое время стрельба прекратилась. В этот самый момент в перестрелке с остатками казаков был убит дворянин Алхас Маан, племянник Каца Маан, из-за чего взбунтовавшиеся ворвались во дворец и произвели убийства скрывшихся там чиновников Черепова, Измайлова, Суриновича, Ермолова, а также полковника Коньяра.
После произошедшего в Лыхны кн. Георгия отвезли в селение Дурипш к дворянам Лакрба, по пути в Дурипш Камлат Маан просил князя Георгия отправиться в Турцию. На следующий день перед домом Джагвы Лакрба собрались все князья и дворяне и объявили князю Георгию: «Ты теперь наш владетель, куда ты пойдешь, туда и мы, где ты пропадешь, там и мы». В тот же вечер Георгий приказал всем отрядам идти на Сухум и 28 июля первые партии абхазов атаковали Сухум, где произвели «поджоги, грабежи и убийства». 29 июля Георгий прибыл на поляну Баалоу близ Сухума, где был встречен народом как новый владетель Абхазского княжества. «Его окружил народ, избранный последним совет из четырех лиц, тут стали петь ему песню, в которой восхвалялись деятели лыхнинской катастрофы, и когда пропели куплеты "когда в тебе, кн. Георгий, было четыре четверти, то русские убили твоего отца, теперь же, когда ты достиг пяти четвертей, тебе удалось отомстить русским за твоего отца"». На Баловой поляне Георгий вручил традиционные для походов абхазов княжеское и крестьянское знамена для последующего наступления на Сухум и составил план атаки.
30 июля абхазы пошли на Сухум, Святополк-Мирской докладывает об этом вел-кн. Михаилу: «Перестрелка продолжается с 3 часов по полудни 27 по настоящее время… пополнение прибыло; неприятель из города вытеснен, военные пароходы много помогли обстреливанием берега; ожидается новое нападение с усиленным подкреплением». Вскоре после того как атака была отбита, прибыла 39-я  пехотная дивизия, приступившая к покорению Абхазии. Князь Георгий сдался русским, в последующие дни были сожжены многие села Бзыпского округа и разбиты оставшиеся абхазские отряды. 17 августа было сожжено село Лыхны и разоружено все местное население, а 1 сентября восстание было окончательно подавлено.

## Последствия
За окончанием восстания пошли репрессивные меры, многие участники восстания, в том числе князь Георгий, были высланы из Абхазии. Особо ярых зачинщиков, среди которых были дворяне Маан, показательно расстреляли на Лыхненской площади. Абхазское население было полностью разоружено, под угрозой высылки был полный запрет на ношение огнестрельного оружия. 26 января Кавказское наместничество изъявило желание выселить до четырёх тысяч абхазских семейств в Турцию и просило на то согласия османского правительства. В марте 1867 г. началось выселение абхазов, всего было выселено около 15-ти тысяч абхазов.